# Christine Solbach
Christine Solbach (* 1966) ist eine deutsche Fachärztin für Gynäkologie und Geburtshilfe mit dem Schwerpunkt Gynäkologische Onkologie und spezialisiert im Bereich der Senologie. Seit 2014 leitet sie die Senologie und das Brustzentrum am Universitätsklinikum Frankfurt.

## Werdegang
Christine Solbach studierte in Heidelberg Humanmedizin. Nach dem Abschluss ihrer Facharztausbildung (Gynäkologie und Geburtshilfe) am Goethe-Universitätsklinikum in Frankfurt war sie von 2001 bis 2010 als Oberärztin der Klinik für Frauenheilkunde und Geburtshilfe des Universitätsklinikums Frankfurt tätig. 2011 wurde sie auf den deutschlandweit ersten Lehrstuhl für Senologie an der Universität Mainz berufen. 2014 übernahm sie eine Professur für „Onkologische und operative Senologie“ am Universitätsklinikum Frankfurt und leitet seitdem dort den Bereich der Senologie und das Brustzentrum.

## Spezialgebiete und Behandlungsschwerpunkte
Christine Solbach zählt zu den führenden Brustkrebsexperten in Deutschland. Sie ist zertifizierte Brustoperateurin der Arbeitsgemeinschaft für ästhetische, plastische und wiederherstellende Operationsverfahren in der Gynäkologie e.V. (AWOgyn) in der Deutschen Gesellschaft für Gynäkologie und Geburtshilfe.

## Wissenschaftliche Leistungen
Solbach forscht auf dem Gebiet der Brustkrebsbehandlung, u a. im Bereich der molekularen Tumorbiologie und zur Interaktion zwischen Fettgewebe und Brustkrebs. Für diese Forschungsansätze erhielt sie Fördermittel aus dem Professorinnenprogramm des Bundesministeriums für Bildung und Forschung.

## Ämter und Mitgliedschaften
Solbach ist Mitglied zahlreicher Fachgesellschaften. Sie fungiert als Vorstandsmitglied der AWOgyn und ist stellvertretende Vorsitzende der „Arbeitsgemeinschaft für ästhetische, plastische und wiederherstellende Operationsverfahren in der Gynäkologie e.V.“. Im Jahr 2019 war sie Kongresspräsidentin der Deutschen Gesellschaft für Senologie.

## Publikationen (Auswahl)
- mi A. Ritter und anderen: Characterization of adipose-derived stem cells from subcutaneous and visceral adipose tissues and their function in breast cancer cells. In: Oncotarget. Band 27, Nr. 6 (33), Oktober 2015, S. 34475–34493.
- Prognostic influence of pre-operative C-reactive protein in node-negative breast cancer patients. Sicking I, Edlund K, Wesbuer E, Weyer V, Battista MJ, Lebrecht A, Solbach C, Grinberg M, Lotz J, Hoffmann G, Rahnenführer J, Hengstler JG, Schmidt M. PLoS One. 2014 Oct 23;9(10):e111306
- Survival after neoadjuvant chemotherapy with or without bevacizumab or everolimus for HER2-negative primary breast cancer (GBG 44-GeparQuinto)†. von Minckwitz G, Loibl S, Untch M, Eidtmann H, Rezai M, Fasching PA, Tesch H, Eggemann H, Schrader I, Kittel K, Hanusch C, Huober J, Solbach C, Jackisch C, Kunz G, Blohmer JU, Hauschild M, Fehm T, Nekljudova V, Gerber B; GBG/AGO-B study groups. Ann Oncol. 2014 Dec;25(12):2363-72. doi:10.1093/annonc/mdu455.
- Surgical outcome after neoadjuvant chemotherapy and bevacizumab: results from the GeparQuinto study (GBG 44). Gerber B, von Minckwitz G, Eidtmann H, Rezai M, Fasching P, Tesch H, Eggemann H, Schrader I, Kittel K, Hanusch C, Solbach C, Jackisch C, Kunz G, Blohmer JU, Huober J, Hauschild M, Nekljudova V, Loibl S, Untch M. Ann Surg Oncol. 2014 Aug;21(8):2517-24. doi:10.1245/s10434-014-3606-9.
- Ki-67 as an independent prognostic factor in an unselected cohort of patients with ovarian cancer: results of an explorative, retrospective study. Battista MJ, Mantai N, Sicking I, Cotarelo C, Weyer V, Lebrecht A, Solbach C, Schmidt M. Oncol Rep. 2014 May;31(5):2213-9. doi:10.3892/or.2014.3079.